# Clássico do Oeste
Não confundir com o Clássico da Zona Oeste.
Clássico do Oeste é como habitualmente denomina-se a partida entre Ferro Carril Oeste e Vélez Sarsfield, clubes de futebol da cidade de Buenos Aires.
Os rivais jogaram 155 vezes, com vitória do Vélez Sarsfield em 61 ocasiões e do Ferro Carril Oeste em 48 oportunidades, empatando 46 vezes, considerando tanto resultados da era amadora quanto da era profissional. O primeiro jogo ocorreu na era amadora, em 1920, e teve como vencedor o Vélez Sarsfield, na condição de visitante, sobre o mandante Ferro Carril Oeste por 5 a 0. A última vez que se enfrentaram foi no Torneio Clausura de 2000, com vitória do Vélez Sarsfield por 1 a 0. Desde então, este desvalorizado encontro não se realiza devido ao fato de ambos estarem em divisões diferentes.

## Histórico
- Total
  - Jogados: 155 (15 na era amadora e 140 na era profissional)
  - Vitórias do Vélez Sarsfield: 61 (7 na era amadora e 54 na era profissional)
  - Vitórias do Ferro Carril Oeste: 48 (3 na era amadora e 45 na era profissional)
  - Empates: 46 (5 na era amadora e 41 na era profissional)
- Vélez Sarsfield como mandante
  - Jogados: 79 (8 na era amadora e 71 na era profissional)
  - Vitórias do Vélez Sarsfield: 39 (5 na era amadora e 34 na era profissional)
  - Vitórias do Ferro Carril Oeste: 19 (1 na era amadora e 18 na era profissional)
  - Empates: 21 (2 na era amadora e 19 na era profissional)
- Ferro Carril Oeste como mandante
  - Jogados: 74 (7 na era amadora e 67 na era profissional)
  - Vitórias do Ferro Carril Oeste: 29 (2 na era amadora e 27 na era profissional)
  - Vitórias do Vélez Sarsfield: 21 (2 na era amadora e 19 na era profissional)
  - Empates: 24 (3 na era amadora e 21 na era profissional)
- Campo neutro
  - Jogados: 2 (ambos disputados na era profissional)
  - Vitórias do Vélez Sarsfield: 1
  - Vitórias do Ferro Carril Oeste: 0
  - Empates: 1

## Maiores goleadas do Vélez Sarsfield
- Era Amadora
  - Ferro Carril Oeste 0-6 Vélez Sarsfield (1921)
- Era Profissional
  - Vélez Sarsfield 7-0 Ferro Carril Oeste (1935)

Maiores goleadas no profissionalismo:
- 6-0, en 1934.
- 7-0, en 1935.
- 6-0, en 1956.
- 6-1, en 1994.
- 6-1, en 1999.

## Maiores goleadas do Ferro Carril Oeste
- Era Amadora
  - Vélez Sarsfield 1-4 Ferro Carril Oeste (1922)
- Era Profissional
  - Ferro Carril Oeste 5-1 Vélez Sarsfield (1974)

Maiores goleadas no profissionalismo:
- 3-0, en 1932.
- 5-2, en 1939.
- 3-0, en 1955.
- 5-1, en 1974.
- 4-0, en 1982.

## Partida com mais gols
- Era Amadora
  - Ferro Carril Oeste 0-6 Vélez Sarsfield (1921)
- Era Profissional
  - Vélez Sarsfield 7-0 Ferro Carril Oeste (1935)
- Era Profissional
  - Ferro Carril Oeste 5-5 Vélez Sarsfield (1938)